# Jacques de Larosière
Jacques de Larosière de Champfeu (n. 2 noiembrie 1929) este un funcționar public francez. El este președintele Comitetului Strategic al Trezoreriei franceze și consilier al BNP Paribas. A devenit președinte al Băncii Europene pentru Reconstrucție și Dezvoltare în septembrie 1993, în urma scandalurilor care au dus la plecarea primului președinte al BERD, Jacques Attali.
Înainte de a ajunge la BERD, domnul de Larosière a fost directorul general al Fondului Monetar Internațional (FMI) din 17 iunie 1978 și până în 15 ianuarie 1987 și guvernator al Banque de France în perioada 1987-1993. În anul 1992, el a devenit membru al influentului organ consultativ cu sediul la Washington, D.C., Group of Thirty.